# Hawthorne of the U.S.A.
Hawthorne of the USA és una pel·lícula muda dirigida per James Cruze i protagonitzada per Wallace Reid i Lila Lee. Basada en l'obra de teatre homònima de James B. Fagan es va estrenar el 30 de novembre de 1919.

## Argument
Anthony Hamilton Hawthorne i Rodney Blake són uns advocats nord-americans d'idees modernes que gairebé s'arruïnen a Montecarlo però al final Hawthorne fa saltar la banca. Més tard, mentre condueix amb el cotxe carregat de bitllets fins l'empobrit regne de Bovinia, Hawthorne s'enamora d'una dona que coneix quan recupera la seva gorra enduta pel vent. Decidiu quedar-s'hi i allà el príncep Vladimir, un cobejós membre de la família reial que intenta que Hawthorne li deixi els diners per subornar l'exèrcit d'Augustus III, a qui busca deposar. Hawthorne s'alia inicialment amb el príncep però canvia d'opinió quan s'assabenta que el príncep planeja assassinar la noia que va conèixer, la princesa Irma, filla d'Augustus III. Per això intenta frustrar el complot però és empresonat acusat d'intent d'assassinat. Hawthorne suborna els guàrdies amb diners que portava ocults i el deixen escapar. Després deté la multitud que pretén cremar el palau donant als soldats la remuneració que se’ls devia. Més tard estableix un negoci pròsper a les fonts medicinals del país que prospera molt. Finalment convenç el rei que declara el país com a república i suprimeix tots els títols. Aleshores Irma és lliure de casar-se amb Hawthorne.

## Repartiment
- Wallace Reid (Anthony Hamilton Hawthorne)
- Lila Lee (princesa Irma)
- Harrison Ford (Rodney Blake)
- Tully Marshall (Nitchi)
- Edwin Stevens (príncep Vladimir)
- Robert Brower (rei Augustus III)
- Charles Stanton Ogle (coronel Radulski)
- Guy Oliver (comte Henloe)
- Clarence Burton (Fredericks)
- Theodore Roberts (senador Ballard)
- Ruth Renick (Kate Ballard)
- Frank Bonner (De Witz)